# Ashley Judd

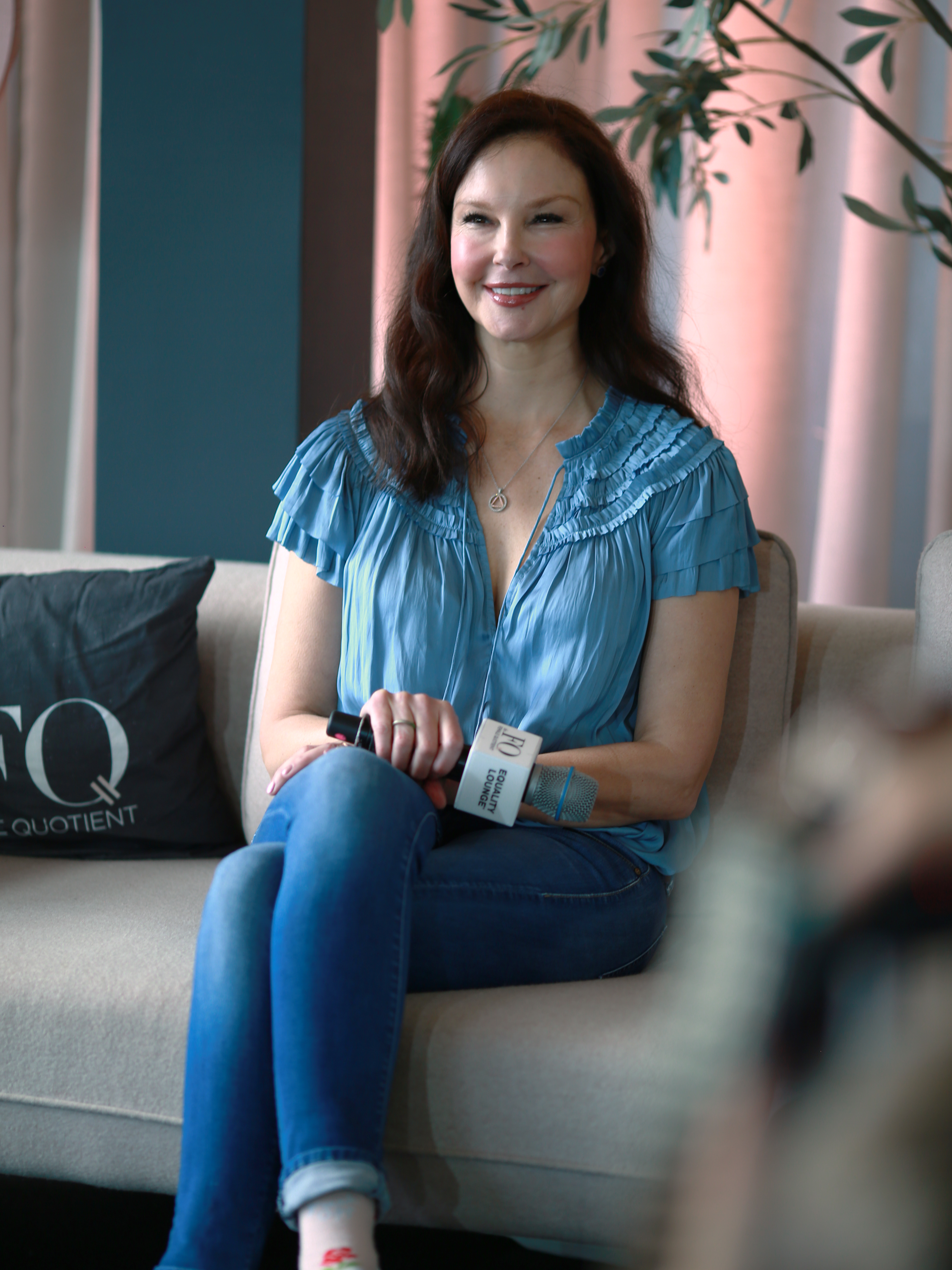
Ashley Judd (2024)

Ashley Judd (* 19. April 1968 als Ashley Tyler Ciminella in Granada Hills, Los Angeles) ist eine US-amerikanische Schauspielerin. Sie ist die Tochter von Naomi Judd und die Schwester von Wynonna Judd.

## Leben und Karriere
Ihr Vater Michael Charles Ciminella war Marketing-Analyst, ihre Mutter die spätere Country-Sängerin Naomi Judd (1946–2022). Nach der Scheidung der Eltern, die 1972 erfolgte, nahm ihre Mutter wieder ihren Mädchennamen an, den Ashley dann ebenfalls erhielt. Sie wuchs in Kentucky auf, wo sie mehrere Schulen besuchte.
Später studierte sie an der University of Kentucky Französisch, Anthropologie, Kunstgeschichte, Theaterwissenschaften und Frauenforschung. (Ihren Abschluss in Französisch machte sie erst 2007.) 1990 verließ sie die Universität und ging nach Hollywood. Dort hatte sie einen Kurzauftritt und eine große Nebenrolle in zwei Folgen der Serie Raumschiff Enterprise – Das nächste Jahrhundert und war einige Male in der Serie Ein Strauß Töchter zu sehen. Nachdem sie 1994 für Ruby in Paradise den Independent Spirit Award in der Kategorie „Beste Darstellerin“ gewonnen hatte, besetzte Oliver Stone sie für Natural Born Killers, schnitt Judd jedoch für die Endfassung des Films wieder heraus. Über Nebenrollen in Smoke und Heat kam sie an die Rolle der „Norma Jean“ in dem Fernsehfilm Norma Jean & Marilyn. Der Film, in dem Mira Sorvino die „Marilyn“ gab, verhalf beiden zum Durchbruch. Nun konnte Judd in Filmen wie der John-Grisham-Verfilmung Die Jury auftreten.
Ihr Erfolg brachte Judd Hauptrollen in Actionfilmen und Thrillern wie … denn zum Küssen sind sie da, Doppelmord, High Crimes – Im Netz der Lügen und Twisted – Der erste Verdacht. Der Versuch, sich mit Männerzirkus im romantischen Fach zu etablieren, sollte jedoch scheitern.
Daneben stand Judd in Literaturverfilmungen wie Simon Birch, Wo dein Herz schlägt und Die göttlichen Geheimnisse der Ya-Ya-Schwestern vor der Kamera.
Frida und De-Lovely – Die Cole Porter Story waren Biopics über Frida Kahlo und Cole Porter.
Nach Beziehungen mit Jon Stewart (1992), Robert De Niro (1995) und Matthew McConaughey (1996) heiratete sie 2001 den schottischen Rennfahrer Dario Franchitti. Die Ehe wurde 2013 geschieden.
Parallel zu ihrer Schauspielkarriere schloss Judd an der University of Kentucky ein Bachelor-Studium ab. Im Jahr 2010 folgte ein Masterabschluss an der renommierten Harvard Kennedy School im Bereich Public Administration. Im Jahr 2016 begann sie ein Promotionsstudium an der University of California in Berkeley. Dieses brach sie krankheitsbedingt kurze Zeit später ab.
Im Dezember 2017 äußerte Herr-der-Ringe-Regisseur Peter Jackson in einem Interview mit dem Online-Portal „Stuff“, dass er in den 1990er Jahren Judd wie auch Mira Sorvino als Schauspielerinnen für seine Hobbit- und Herr-der-Ringe-Projekte in Betracht gezogen habe, sie jedoch wegen Warnungen der Weinstein-Brüder vor einer Zusammenarbeit mit ihnen nicht berücksichtigt habe. Mit Bekanntwerden der Anschuldigungen gegen Harvey Weinstein wegen sexueller Ausbeutung von Frauen im Oktober 2017 (Weinstein-Skandal) halte er dessen Warnungen rückblickend für den Teil einer „Schmutzkampagne in vollem Gange“ gegen Schauspielerinnen. Judd und Sorvino bedankten sich bei Jackson für dessen Offenlegung. Weinsteins Sprecher dementierte die Vorwürfe. Judd reichte 2018 Schadensersatzklage gegen Weinstein ein.
Judd ist Botschafterin von „YouthAIDS“, einem Bildungs- und Präventionsprogramm, das sich um die Behandlung und Prävention von HIV-/AIDS kümmert.

## Filmografie (Auswahl)
Als Schauspielerin

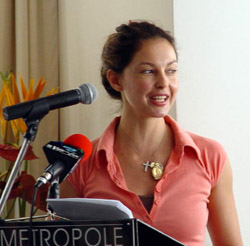
Judd in Kapstadt (2005)

- 1991: Raumschiff Enterprise – Das nächste Jahrhundert (Star Trek: The Next Generation, Fernsehserie, 2 Folgen)
- 1991–1996: Ein Strauß Töchter (Sisters, Fernsehserie, 32 Folgen)
- 1992: Kuffs – Ein Kerl zum Schießen (Kuffs)
- 1993: Ruby in Paradise
- 1995: Die Passion des Darkly Noon (The Passion of Darkly Noon)
- 1995: Heat
- 1995: Smoke
- 1996: Die Jury (A Time to Kill)
- 1996: Marilyn – Ihr Leben (Norma Jean & Marilyn, Fernsehfilm)
- 1996: Normal Life
- 1997: Kansas Nights (The Locusts)
- 1998: … denn zum Küssen sind sie da (Kiss the Girls)
- 1998: Simon Birch
- 1999: Doppelmord (Double Jeopardy)
- 1999: Das Auge (Eye of the Beholder)
- 2000: Wo dein Herz schlägt (Where the Heart Is)
- 2001: Männerzirkus (Someone Like You…)
- 2002: Frida
- 2002: Die göttlichen Geheimnisse der Ya-Ya-Schwestern (Divine Secrets of the Ya-Ya Sisterhood)
- 2002: High Crimes – Im Netz der Lügen (High Crimes)
- 2004: De-Lovely – Die Cole Porter Story (De-Lovely)
- 2004: Twisted – Der erste Verdacht (Twisted)
- 2006: Bug
- 2006: Come Early Morning – Der Weg zu mir (Come Early Morning)
- 2009: Crossing Over
- 2009: Helen
- 2010: Zahnfee auf Bewährung (Tooth Fairy)
- 2011: Flypaper – Wer überfällt hier wen? (Flypaper)
- 2011: Mein Freund, der Delfin (Dolphin Tale)
- 2012: Missing (Fernsehserie, 10 Folgen)
- 2013: Olympus Has Fallen – Die Welt in Gefahr (Olympus Has Fallen)
- 2014: Die Bestimmung – Divergent (Divergent)
- 2014: Mein Freund, der Delfin 2 (Dolphin Tale 2)
- 2014: Big Stone Gap
- 2015: Die Bestimmung – Insurgent (The Divergent Series: Insurgent)
- 2016: Good Kids – Apfelkuchen war gestern (Good Kids)
- 2017: Twin Peaks (Fernsehserie, 4 Folgen)
- 2017: Trafficked
- 2017–2019: Berlin Station (Fernsehserie)
- 2019: Die unglaublichen Abenteuer von Bella (A Dog’s Way Home)
- 2022: She Said
- 2023: #FBF
- 2024: Lazareth

Als Regisseurin
- 2013: Nennt mich verrückt! (Call Me Crazy: A Five Film, Fernsehfilm)

## Auszeichnungen

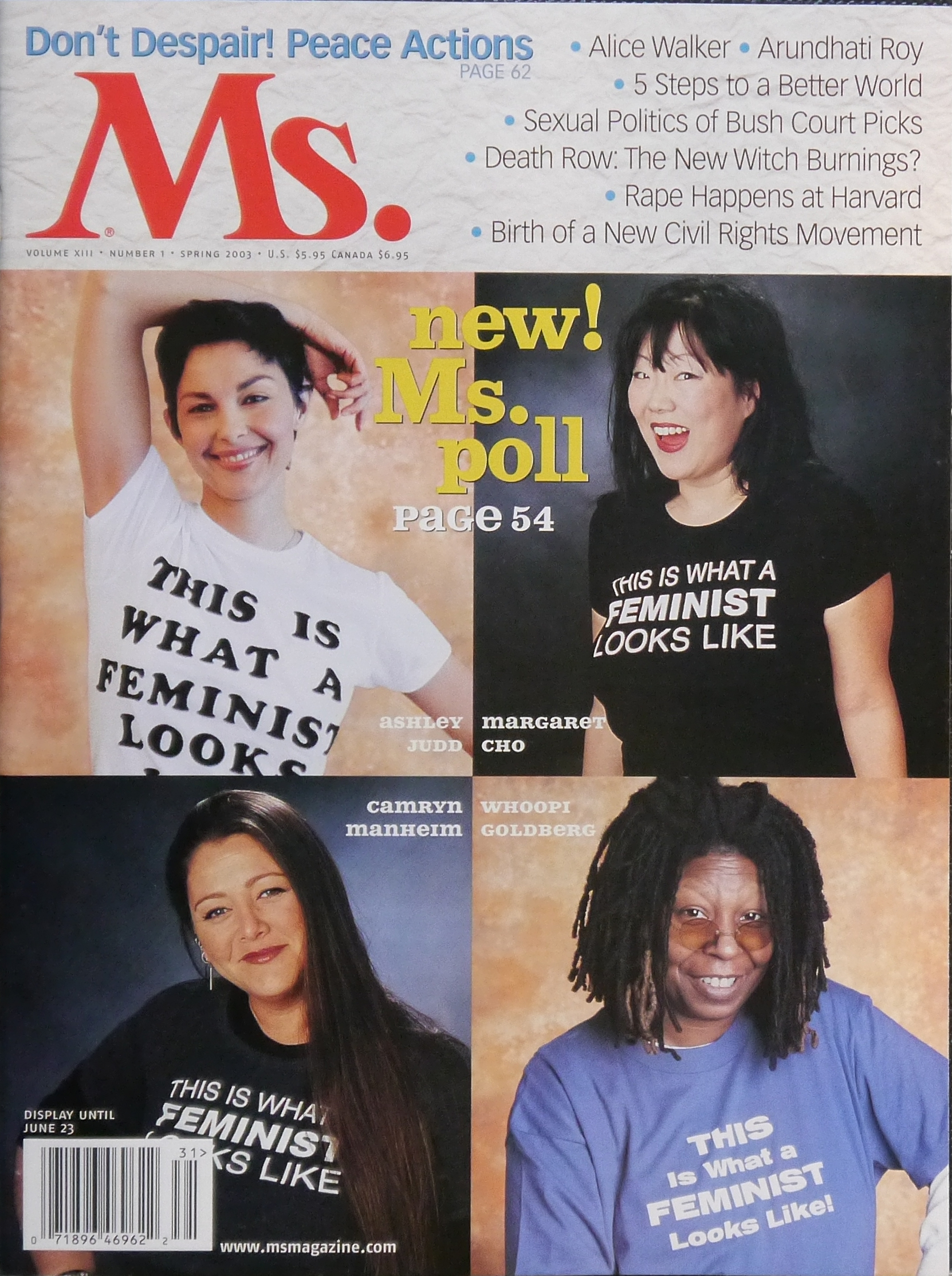
Judd (oben links) auf dem Titelblatt des Ms. Magazine im Frühjahr 2003 im Rahmen der Kampagne „This is what a feminist looks like“

- 1994: Independent Spirit Award als beste Schauspielerin für Ruby in Paradise
- 1996: Emmy-Nominierung als „Beste Hauptdarstellerin in einem Fernsehfilm“ für Norma Jean & Marilyn
- Golden Globe:
  - 1996: Nominierung als „Beste Hauptdarstellerin in einem Fernsehfilm“ für Norma Jean & Marilyn
  - 2005: Nominierung als „Beste Hauptdarstellerin in einer Komödie oder einem Musical“ für De-Lovely

## Soziales Engagement
Judd unterstützt die folgenden gemeinnützigen Organisationen:
- Children’s Medical Research Institute
- Creative Coalition
- Defenders of Wildlife
- Eracism Foundation
- Five & Alive
- Jeans for Genes
- International Center for Research on Women (ICRW)
- Listen Campaign
- Malaria No More
- Population Services International
- SixDegrees.org
- YouthAIDS
- Women for Women International
- Equality Now
- San Francisco Child Abuse Prevention Center